# ミヒャエル・ゾーヴァ
ミヒャエル・ゾーヴァ（Michael Sowa、1945年7月1日 - ）は、ドイツの画家・イラストレーター。動物などをユーモラスに描いた緻密な画風で知られ、タブローのほか広告、挿絵、映画や舞台のアートワークなども手がける。

## 来歴
ベルリン生まれ。幼い頃から絵が好きで、鉛筆でよくドローイングをしていた。家族にはアーティストはおらず、絵が好きになったのは特に誰の影響でもなかったという。高校時代には夜間の市民講座にも通い、ベルリン芸術大学の美術教育学科に進む。教育学科を選んだのは、絵描きは食えないだろうという両親を説得するためだった。卒業後、非常勤の美術講師となるが半年ほどで辞め、以後フリーの画家として活動。当初は生活が苦しく、郵便局でのアルバイトなども経験。タブロー画だけでは食べていけないため広告やポスター、雑誌の仕事なども手がける。タブロー以外の仕事では一時期オーバインの変名も使用した。
これらの初期の活動からゾーヴァと組んで仕事をしていたのが、学生時代からの友人ミヒャエル・エッターだった。はじめ広告代理店に勤めていたエッターはゾーヴァに広告や緑の党の政党キャンペーン用のポスターの仕事などを紹介し、後にゾーヴァの絵を使用したポストカードを制作・販売する会社インコグニートをゾーヴァとともに設立、少しずつ販路を広げ、やがて世界中にゾーヴァの絵がポストカードの形で普及するようになる。
ゾーヴァの経歴に転機が訪れたのは、1992年、ハノーファーのヴィルヘルム・ブッシュ美術館でグループ展「二つの世紀」に参加したことによってであった。この企画展は大きな成功を収め、『デア・シュピーゲル』誌でゾーヴァの『ケーラーの豚』などの作品が大きく取り上げられるなど各地の新聞・雑誌で紹介され、問い合わせと注文が急増した。この後、ゾーヴァの作品を知ったエンツェンスベルガーの希望で、彼とイレーネ・ディーシェの共作による児童向けの作品『エスターハージー王子の冒険』（1993年）の仕事が舞い込んだ。これはゾーヴァの初めての本の挿絵の仕事で、翌年にはアクセル・ハッケの『ちいさなちいさな王様』に挿絵をつけ、以後ハッケやほかの作家と組んで多数の挿絵本を手がけている。
1995年、現代を的確に風刺した画家に与えられるオルフ・グルブランソン賞を受賞。1998年、フランクフルトのオペラ座で『魔笛』の舞台美術を担当、同オペラは100回を超えるロングランとなり、2000年にはゾーヴァ自身による絵本版も作られている。2001年、ジャン・ピエール・ジュネ監督の映画『アメリ』で、劇中に使われる絵とランプを制作、これによってさらに知名度が高まった。映画の仕事ではほかに長編アニメーション『ウォレスとグルミット 野菜畑で大ピンチ!』（2005年）でイメージボードの制作を行っている。
日本での初の個展は2002年に安曇野絵本館での原画展。また2005年～6年にかけて日本で初の講演会と巡回展が開催された。さらに2009年にも、東京、京都、横浜で巡回展が開催され、来日した。2012年に自身はじめて文章も手掛けた絵本Stinkheim am Arschberg(邦題は『ひみつのプクプクハイム村』2013年)を刊行し、13年には国の内外の絵本作家による展覧会「手から手へ展－絵本作家から子どもたちへ　３・１１後のメッセージ」に出展し、東京新聞主催のフォーラム「絵本のチカラ－３・１１後の私たちの生き方」に参加した。2013年にはドイツのゲッチンゲン市で優れた風刺文化に与えられるヘラジカ賞を受賞した。

## スタイル
ゾーヴァの作品の多くは、乾きが早く重ね塗りのしやすいアクリル絵の具によって描かれており、『ミヒャエル・ゾーヴァの仕事』（2009年）によればここ20年ほどはリキッテクス社制のものを愛用しているという。ゾーヴァは共作者のアクセル・ハッケから「上塗り屋」と呼ばれるほど上塗りを繰り返す画家で、いったん完成したかに見えた絵でも一部を塗りつぶしたり、別の絵を上描きするといったことを続ける。すでに発表されたものの原画も直し続けるため、挿絵など出版時そのままの原画がすでに存在しないことも多い。筆は極細ばかりで、パレットの代わりに庭から掘り出したタイルを使っているという。
ゾーヴァの絵に特徴的だといわれるモチーフに波や光、森、動物といったものがある。動物を描くことが多いのは人間を描くのが苦手という側面もあるが、人間であるべきところをあえて動物にすることで、シリアスな状況にユーモアやシニカルな笑いがうまれるといった効果も考えに入れられている。ごく初期には風景画と静物画を描いていたが、風景画の中に動物を入れることで絵が面白くなることを発見し好んで描くようになった。画風は昔からカスパー・ダーヴィト・フリードリヒの陰影と緻密さとに影響を受けているという。
ゾーヴァ自身は自分の絵のジャンルを一つでくくるなら風刺画だろうとしている。風刺を強く意識するようになったのは、芸大時代に学生運動に関わってからであった。一時期仕事を引き受けていた緑の党とは現在では距離をおいているが、その後も必要と感じたときには絵に政治的メッセージを込めることがある。

## 日本語文献一覧

### 挿絵本
- ちいさなちいさな王様（アクセル・ハッケ作、那須田淳、木本栄訳、講談社、1996年）
- 思いがけない贈りもの（エヴァ・ヘラー作、平野卿子訳、講談社、1997年）
- キリンと暮らす、クジラと眠る（アクセル・ハッケ作、那須田淳、木本栄訳、講談社、1998年）
- エスターハージー王子の冒険（イレーネ・ディーシェ、ハンス・マグヌス・エンツェンスベルガー作、那須田淳、木本栄訳、評論社、1998年）
- 魔笛（那須田淳文、講談社、2002年）
- クマの名前は日曜日（アクセル・ハッケ作、丘沢静也訳、岩波書店、2002年）
- エーリカ　あるいは生きることの隠れた意味（エルケ・ハイデンライヒ作、三浦美紀子訳、三修社、2003年）
- ヌレエフの犬　あるいは憧れの力（エルケ・ハイデンライヒ作、三浦美紀子訳、三修社、2005年）
- プラリネク　あるクリスマスの物語（アクセル・ハッケ作、三浦美紀子訳、三修社、2005年）
- 少年のころ（那須田淳作、小峰書店、2005年）
- 恐るべき天才児（リンダ・キルト作、二宮千寿子訳、三修社、2006年）
- お皿監視人 あるいはお天気を本当にきめているのはだれか（ハンス・ツィッパート作、諏訪功訳、三修社、2009年）
- ひみつのプクプクハイム村 (ミヒャエル・ゾーヴァ作, 木本栄訳、講談社、2013年)

### 画集
- ゾーヴァの箱舟（BL出版、1998年、ISBN 978-4892386824）
- ミヒャエル・ゾーヴァの世界（講談社、2005年、ISBN 978-4062129046）
- ミヒャエル・ゾーヴァの仕事（講談社、2009年、ISBN 978-4062154239）